# Фудзисава, Сю
Сю Фудзисава (яп. 藤沢 周 Фудзисава Сю:, род. 29 июня 1959 года) — японский писатель

.

## Биография
Родился в Ниигате. Окончил филологический факультет университета политологии и права (яп. 法政大学文学部), Токио. С 1984 по 1996 работал редактором в литературно-критической газете «Тосё Симбун» (яп. 図書新聞). Дебютировал как писатель в 1993 году повестью «Обойди зону слева» (яп. ゾーンを左に曲がれ Дзо:н о хидари ни магарэ), которая позднее была переименована в «Смертельную игру» (яп. 死亡遊戯 Сибо: ю:ги). В 1998 году был удостоен премии Акутагавы за новеллу «Полночь в Буэнос-Айресе» (яп. ブエノスアイレス午前零時 Буэносу айрэсу годзэн рэйдзи). С 2004 года работает преподавателем на филологическом факультете Университета Хосэй.

## Очерк творчества
Для работ Фудзисавы, особенно ранних («Satori», «Обнажить ствол», «Рай со знаком минус»), характерна экстравагантность, а также специфические реалии, заполненные насилием, жестокостью, половыми извращениями и стимулированными наркотиками галлюцинациями; очень часто его персонажи — маргиналы современного японского общества. Произведения, как правило, лишены ясной структуры, начало и конец слабо мотивированы, а само изложение принципиально двусмысленно и стилистически сильно занижено. Тем не менее, за этими антихудожественными средствами скрывается писательский реализм Фудзисавы, чутко улавливающего цинизм и нигилизм своего поколения. Реалистическое начало литературы Фудзисавы особенно заметно в работах, где эпатажность стиля отодвигается на второй план, уступая место тонкому психологизму, как в новелле «Полночь в Буэнос-Айресе» (1998). Более поздние работы, как роман «Вода камень точит» (яп. 礫 Рэки) (1999), развивают эту линию творчества Фудзисавы: центральной темой здесь становится разворачиваемая в предельной обыденности японского быта проблема взаимопонимания между людьми.
Фудзисава часто сравнивается с современным шотландским писателем Ирвином Уэлшем вплоть до распространения в российской комментаторской литературе ярлыка «японский Ирвин Уэлш».

## Издания работ Фудзисавы на русском языке
- Фудзисава Сю. Полночь в Буэнос-Айресе / Пер. с яп. Е. Дьяконовой // Он: Современная японская проза [Сб. новелл: пер. с яп.]. — М.: Иностранка, 2003. — С. 419—478. — ISBN 5-94145-163-6..
- Фудзисава Сю. Satori / Пер. с яп. А. Горного и Е. Дьяконовой. — М.: Эксмо; СПб.: Изд-во Домино, 2004. — С. 208. — ISBN 5-699-04896-0.. — Содержание: повести «Satori», «Обнажить ствол», «Рай со знаком минус», «Полночь в Буэнос-Айресе».
- Фудзисава Сю. Вода камень точит / Пер. с яп. А. Горного и Л. Левина. — М.: Эксмо; СПб.: Изд-во Домино, 2005. — С. 208. — ISBN 5-699-10787-8.